# 杉並区立高井戸小学校
杉並区立高井戸小学校（すぎなみくりつ たかいどしょうがっこう）は、東京都杉並区高井戸西2丁目にある公立小学校。略称は「高小(たかしょう)」。

## 概要
京王電鉄井の頭線高井戸駅の北側に位置し、東京都道311号環状八号線（環八通り）に面している。その環状八号線を挟んで、高井戸地域区民センターと杉並清掃工場がある。
2024年5月1日時点で学級数25、児童数803名。児童数は毎年増加しており、2019年度(706名)と比べて5年間で100名近く増え、2007年度(393名)からは倍増した。児童数が少ない頃に改築計画を立てて現校舎を造ってしまったため、教室の数が足りず、オープンスペースをパーテーションで仕切って教室として使っている学年もある。
正門の横にドラえもんの大きなイラストパネルが貼られている。これは、校舎建て替え当時の校長(在任2003-2011年度)が、入学式や運動会などの際にドラえもんの着ぐるみを着て子どもたちや保護者に挨拶をして、メディアにも多数取り上げられたことから「ドラえもん校長」と呼ばれていたことに由来する。

## 沿革
- 1875年10月8日 - 高泉学校（上高井戸村、医王寺内）・郊西学校（大宮前新田、慈宏寺内）が認可。
- 1881年 - 高明学校（下高井戸村、覚蔵寺内）が認可。
- 1886年 - 高泉学校が、高明学校を合併。
- 1891年6月19日 - 高泉学校と郊西学校が合併し、東京府東多摩郡高井戸尋常小学校として新たに発足。
- 1893年 - 高等科設置により、東京府東多摩郡高井戸尋常高等小学校に改称。
- 1896年 - 豊多摩郡新設により、東京府豊多摩郡高井戸尋常高等小学校に改称。
- 1932年10月1日 - 東京市編入により、東京府東京市高井戸尋常高等小学校に改称。
- 1941年 - 国民学校令により、東京府東京市高井戸国民学校に改称。
- 1943年7月1日 - 東京都制施行により、東京都高井戸国民学校に改称。
- 1947年4月1日 - 学制改革により、東京都杉並区立高井戸小学校に改称。
- 1973年 - 高井戸東小学校の新設により、該当学区に在住する5年生以下の児童が転籍。
- 2000年 - 地方自治法改正に伴う学校教育法改正により、杉並区立高井戸小学校に改称。
- 2008年4月 - 現校舎完成(工事開始は2006年7月)。校庭整備も含めた改築工事の全面完了は2010年9月。敷地面積10864㎡、建築面積3985㎡、延床面積8875㎡(新設6006㎡、屋内運動場1156㎡、改修1363㎡、付属建物150㎡、駐輪場200㎡)、地上4階、地下1階、最高高さ16.8m。

## 教育目標
『けんこうで明るい子　よく考えやりぬく子　なかよく助け合う子』

## 関係者
卒業生や出身者
- 小畠絹子（女優）

教職員